# Rejon dubrowieński
Rejon dubrowieński (rejon dąbrowieński, biał. Дубро́венскі раён, Dubrowienski rajon, ros. Дубро́венский райо́н, Dubrowienskij rajon) – rejon w północnej Białorusi, w obwodzie witebskim. Leży na terenie dawnego powiatu horeckiego. Utworzony 17 lipca 1924. Rozwinięty przemysł mleczarski i mięsny, pozyskanie lnu i torfu. Przez rejon przechodzi droga E30 / Magistrala M1 (Moskwa – Orsza – Mińsk – Brześć).
Odbywa się tu międzynarodowy festiwal pieśni i muzyki Podnieprza „Dnieprowskie głosy u Dubrownie”.

## Geografia
Rejon dubrowieński ma powierzchnię 1249,70 km². Lasy zajmują powierzchnię 377,17 km², bagna 42,57 km², obiekty wodne 209,03 km².
W rejonie zalegają znaczne pokłady torfu – 11,5 mln ton, co odpowiada wartości energetycznej 2,2 mln ton ropy naftowej. W rejonie znajduje się 148 miejscowości, największa z nich – miasto Dubrowna, kolejna – wieś Osintorf. Główne rzeki to Dniepr i Łuczosa.

## Demografia
Tendencja do spadku liczby ludności. Współczynnik depopulacji (stosunek zgonów do narodzin) w 2005 wynosił 2,6 i znacznie przekraczał maksymalną dopuszczalną wartość, przyjętą na świecie za 1. Wysokie, jak na Białoruś bezrobocie – 2,1%, szczególnie wśród kobiet.
Liczba ludności:
- 1971: 32 100
- 1999: 22 500
- 2005: 19 500
- 2006: 19 700 (8 900 w mieście, 10 800 na wsi)
- 2008: 18 500

## Znane osoby urodzone w rejonie

### Artyści
- Siarhiej Zaranka (1818–1871) – białoruski artysta
- Siergiej Zarianko (1818–1871) – rosyjski malarz-portrecista
- Nikołaj Opiok – artysta
- Walentina Sziłowa – artystka Czeczeńsko-Inguskiej ASRR

### Pisarze
- Siarhiej Rakita (1909–1942) – białoruski pisarz
- Alaksej Dudarau (1950—2023) – dramaturg
- Nikołaj Gorulew – pisarz

### Uczeni
- Aleksiej Gruca
- Nikołaj Szumiejko
- Siergiej Nazarow

### Sportowcy
- Alesia i Margarita Turowe – mistrzynie Europy i Świata w lekkiej atletyce
- Konstantin Siemienow – mistrz Europy i świata w sambo
- Walerij Lerman – mistrz świata w sambo

### Wojskowi
Bohaterowie Związku Radzieckiego
- Iwan Awiekow (1919–1943) – radziecki pilot wojskowy
- Aleksiej Gabrusiew
- Iwan Kondratjew
- Nikita Smorczikow
- Fiedor Kowrow